# Угринюк Марія
Марі́я Угриню́к  (Маруся; рр. н.(1896 ?) і см. (1923 ?) невід., с. Дзвиняч, нині Чортківського району Тернопільської області — Канада) — канадська акторка, співачка українського походження.

## Життєпис
Від 1911 — в Канаді (м. Вінніпег).
Після Першої світової війни — одна з найвідоміших мисткинь українського походження у цьому місті.